# Trebušovce
Trebušovce é um município da Eslováquia, situado no distrito de Veľký Krtíš, na região de Banská Bystrica. Tem 9,48 km² de área e sua população em 2018 foi estimada em 182 habitantes.

## Demografia
| Ano:        | 1994 | 2004   | 2014   | 2024    |
| ----------- | ---- | ------ | ------ | ------- |
| Broj ljudi: | 223  | 205    | 195    | 157     |
| Razlika:    |      | -8,07% | -4,87% | -19,48% |

| Ano:               | 2023 | 2024   |
| ------------------ | ---- | ------ |
| Número de pessoas: | 159  | 157    |
| Diferença:         |      | -1,25% |